# Josefine Stross
Josefine Rosa Stross, auch Stroß, (geboren am 1. Juni 1901 in Wien, Österreich-Ungarn; gestorben am 18. August 1995 in London) war eine österreichisch-britische Kinderärztin und Psychoanalytikerin (ohne Praxistätigkeit).

## Leben
Josefine Stroß war eines von drei Kindern des Rechtsanwalts Emanuel Stroß und der Marie Stroß. Sie besuchte die Schwarzwaldschule. Eine Freundin seit ihrer Schulzeit war Marianne Rie (später Marianne Kris), über deren Familie sie in den Umkreis der Familie Sigmund Freuds kam und sich mit Anna Freud anfreundete. Sie studierte Medizin an der Universität Wien und wurde 1925 promoviert. Anschließend machte sie am Karolinen-Kinderspital bei Wilhelm Knöpfelmacher (1866–1938) eine Ausbildung in Kinderheilkunde und eröffnete danach eine Praxis als Kinderärztin und war Schulärztin der Schwarzwaldschule. Zwischen November 1931 und Mai 1932 führte sie für das Team der Marienthal-Studie medizinische Untersuchungen an Bewohnern Marienthals durch. Sie wirkte als Kinderärztin in der 1936 von Edith Banfield Jackson (1895–1977) und Dorothy Burlingham in Wien gegründeten „Jackson-Kinderkrippe“, die von Anna Freud geleitet wurde.
Neben ihrer beruflichen Tätigkeit absolvierte sie ab 1933 eine Lehranalyse zur Psychoanalytikerin bei Richard Sterba und wurde 1937 Mitglied der Wiener Psychoanalytischen Vereinigung.
Nach dem Anschluss Österreichs sprang Stroß im Juni 1938 an Stelle des am Blinddarm erkrankten Hausarztes Max Schur ein und begleitete Sigmund Freud bei der Ausreise aus Österreich nach Großbritannien. Sie wurde in der kurzen Zeit bis zu Freuds Tod 1939 neben Schur dessen Ärztin. Stroß Mutter und ihre ältere Schwester Grete Stroß wurden Opfer des Holocaust, ihrem Bruder Fritz Stroß und seiner Frau Lona gelang die Flucht. Stross musste in England im Januar 1940 ihr Medizin-Examen am West London Hospital erneuern und erhielt im Mai 1940 die Zulassung als Pädiaterin. Sie arbeitete am Evelina London Children’s Hospital und am West London Hospital.
Gemeinsam mit Anna Freud und Burlingham begann sie 1940 mit dem Aufbau der Hampstead War Nurseries für Kriegswaisen. Daraus ging 1947 der Hampstead Child Therapy Course und 1952 die Hampstead Child Therapy Course and Clinic hervor. Stross wurde außerordentliches Mitglied der British Psychoanalytical Society, sie arbeitete aber nicht als Psychoanalytikerin, sondern setzte Erkenntnisse der Psychoanalyse in ihrem Beruf ein. Ihre wissenschaftlichen Aufzeichnungen aus den Kinderkrippen in Wien und London sind unveröffentlicht. Später wurde sie die Hausärztin von Anna Freud und zog 1982 zu ihr nach Maresfields Gardens. Dort, im Garten des Freud Museums wurde für sie ein Gedenkstein aufgestellt.

## Schriften
- Coeliakie-Behandlung mit Bananen, in: Deutsche Medizinische Wochenschrift, 1928, S. 818